# 金字牌镇
金字牌镇，是中华人民共和国安徽省黄山市祁门县下辖的一个乡镇级行政单位。

## 行政区划
金字牌镇下辖以下地区：
金陶社区、金字牌村、石坑村、洪村、祥里村、继光村、横联村、石川村、莲花村和庄岭村。